# Eveleth
Eveleth est une ville du comté de Saint Louis au Minnesota, États-Unis. Sa population était de 3 718 habitants en 2010.
Les principales artères routières de la ville sont l'U.S. Route 53 et l'autoroute de l'État du Minnesota 37.
Eveleth héberge le Temple de la renommée du hockey américain.
Eveleth fait partie des Quad Cities avec Virginia, Gilbert et Mountain Iron.
La ville fit une brève apparition dans les actualités nationales en octobre 2002, quand le sénateur Paul Wellstone et sept autres personnes trouvent la mort dans un accident d'avion à deux miles de l’aéroport d'Eveleth.
C'est aussi à Eveleth qu'eut en 1988 le lieu d'un conflit qui mena à l'affaire judiciaire Lois E. Jenson contre Eveleth Taconite Co., premier cas de recours collectif pour harcèlement sexuel au travail, qui sera la trame du film L'Affaire Josey Aimes.